# Gábor Csapó
Pour les articles homonymes, voir Csapó.
Gábor Csapó, né le 20 septembre 1950 à Budapest (Hongrie) et mort le 27 novembre 2022, est un joueur de water-polo hongrois, champion olympique en 1976.